# Illya Kouriakine

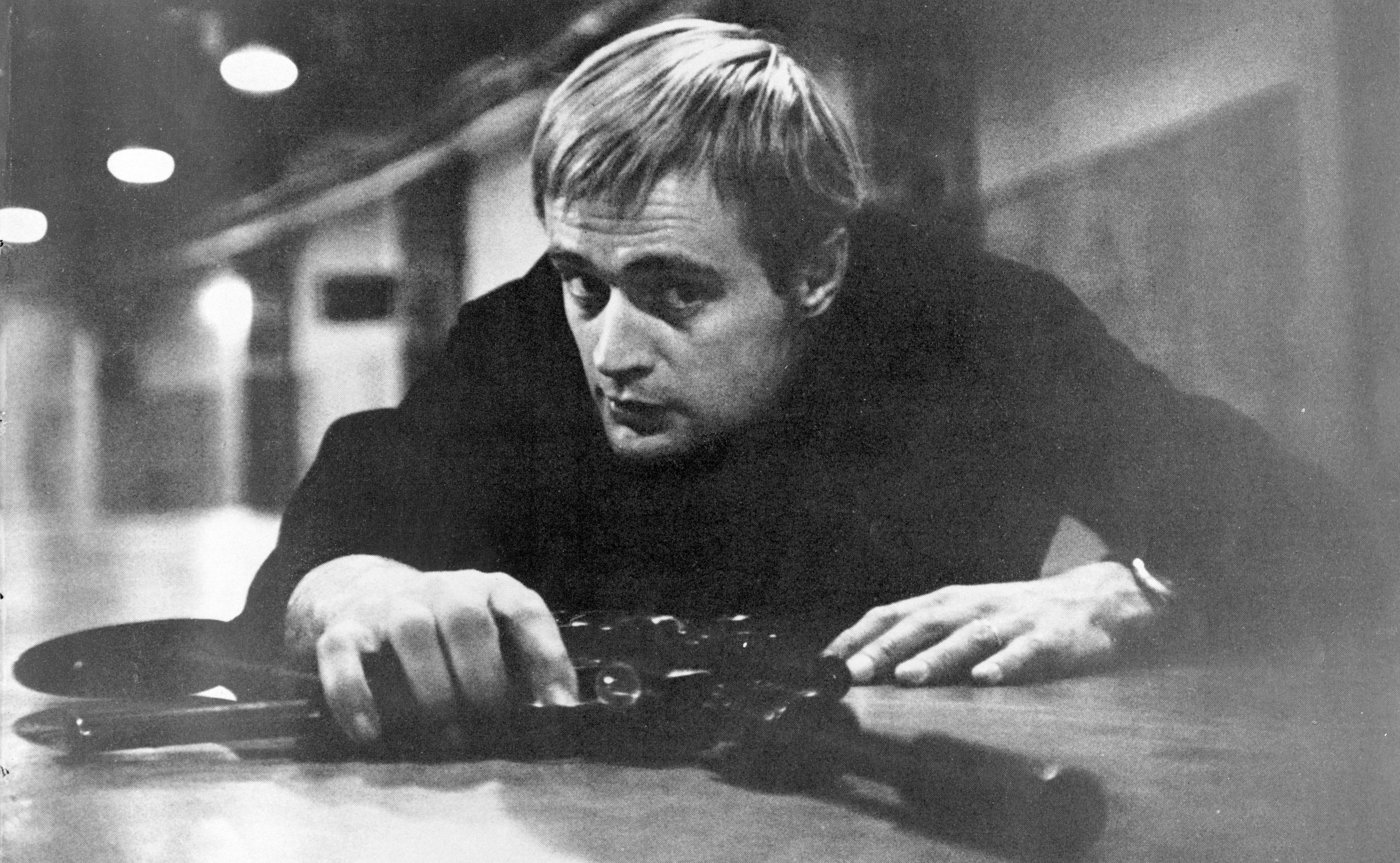
Illya Kouriakine interprété par David McCallum.

Illya Nickovetch Kouriakine est un personnage de la série télévisée Des agents très spéciaux interprété par David McCallum, repris dans le film Agents très spéciaux : Code UNCLE sorti en 2015, dans lequel il est incarné par Armie Hammer. Il fait partie du duo composé de Napoléon Solo et de lui-même, deux agents secrets, l'un Américain et l'autre Russe, travaillant de concert pour une organisation d'espionnage internationale durant la guerre froide.
Bien qu'à l'origine personnage mineur de la série, Illya Kouriakine, incarné par l'acteur britannique David McCallum, est devenu un personnage indispensable, confirmant son importance au côté de Napoleon Solo joué par Robert Vaughn. La capacité de David McCallum à conférer à l'agent secret soviétique un côté énigmatique lui a valu d'innombrables fans de sexe féminin. Les journaux de l'époque rapportent de véritables hystéries à son égard, le qualifiant de « Beatles blond » ou de « cinquième Beatles ». La MGM rapporte que David McCallum, lorsqu'il incarnait Illya Kouriakine, a reçu plus de courrier de fans que n'importe quel autre acteur de l'histoire de la maison de production.

## Apparition cinématographique
- 1964-1968 : Des agents très spéciaux (interprété par David McCallum)[3]
- 2015 : Agents très spéciaux : Code UNCLE (interprété par Armie Hammer)[4]